# Palacio Barbaro
El Palacio Barbaro (Ca'Barbaro, en véneto) es un conjunto histórico de edificios italianos, compuesto por dos construcciones de distinta época, el palacio Barbaro Curtis y el palacio Barbaro, situado en el sestiere de San Marco en Venecia. Se asoma al Gran Canal, junto al palacio Cavalli-Franchetti y enfrente del palacio Balbi Valier.

## Historia
El edificio más antiguo es el conocido como palacio Barbaro Curtis, de menor altura, construido en 1425 por encargo de la familia Spiera al arquitecto veneciano Bartolomeo Bon. Con el tiempo, la propiedad fue adquirida por Zaccaria Barbaro.
El edificio anejo, de mayor altura, conocido como palacio Barbaro, constituye una ampliación del anterior. Construido en la última década del siglo XVII, sobre un proyecto del arquitecto Antonio Gaspari, autor de Ca' Zenobio degli Armeni, posee una elegante sala de baile, bien conservada en la actualidad, si bien la decoración debida a Giovanni Battista Tiepolo se perdió en el siglo XIX, pues se vendió, y actualmente lo custodia el Museo Metropolitano de Arte de Nueva York.
En la segunda mitad del siglo XIX, después de que la familia Barbaro decayese y se empobreciese, los dos edificios se vendieron y pasaron en 1885 a manos de la familia Curtis-Conte, una estirpe culta y refinada originaria de Boston, cuyos ancestros llegaron a América en el Mayflower, que los rehabilitaron. En la propiedad reformada, los nuevos propietarios recibieron a literatos y otros artistas como Robert Browning, John Singer Sargent, Isabella Stewart Gardner, Henry James (que durante una de sus largas estancias en el palacio escribió Los papeles de Aspern) y Claude Monet con su esposa Alice. Con la entrada en el siglo XXI la fachada se restauró completamente.

## Descripción

### Palacio Barbaro Curtis
Este edificio constituye un ejemplo ideal del gótico veneciano del siglo XV. Posee tres plantas con entresuelo, más un altillo añadido en el ático.
La fachada sigue un esquema, cuyo máximo exponente es Ca' Bernardo en San Polo, con dos portales abiertos a nivel del agua, uno con arco ojival y el otro rectangular con un arco de medio punto sobre dintel. Las dos plantas nobles disponen políforas de cuatro aberturas en posición central con arcos apuntados y balcón, a las cuales se añaden dos monóforas a cada lado enmarcadas en perfiles de piedra cuadrangulares. La decoración de la fachada que mira al Gran Canal destaca por sus bajorrelieves.

### Palacio Barbaro
Es la parte más moderna del conjunto. Se trata de una construcción barroca de cuatro alturas, en cuya fachada destaca la segunda planta noble por sus cuatro ventanas, las dos centrales unidas, con arco de medio punto, mascarones en la clave y con balaustre. La disposición de la planta inferior es similar, pero con las monóforas rectangulares.
En la tercera planta, sobredimensionada, se repite el modelo central de la planta noble principal, si bien a escala menor. Por encima, un pequeño frontón culmina el edificio.